# Johann Gottlieb Schlaetzer
Johann Carl Gottlieb Schlaetzer (* 17. Februar 1771 in Berlin; † 18. Mai 1824 ebenda) war ein deutscher Architekt. In manchen Quellen wird Gottlob statt Gottlieb als Vorname genannt und sein Nachname ist auch in den Varianten Schlätzer, Schlaezer und Schlötzer bekannt.

## Leben
Nachdem er eine solide Schulausbildung erhalten hatte, studierte Johann Gottlieb Schlaetzer ab 1785 an der Architektonischen Lehranstalt der Preußischen Akademie der Künste, wo er zu den Schülern von Friedrich Becherer zählte. Bereits 1787 stellte ihn das Oberhofbauamt als Kondukteur ein.
Seit der Gründung der Berliner Bauakademie 1799 war er dort als Lehrer tätig, ab 1804 mit dem Titel Professor. Er blieb in dieser Position bis 1818. Seit 1815 arbeitete er in der Regierungsbaukommission mit. Im Jahr 1816 wurde er Mitglied der Akademie der Künste und erhielt 1818 den Titel eines Königlichen Baurats.

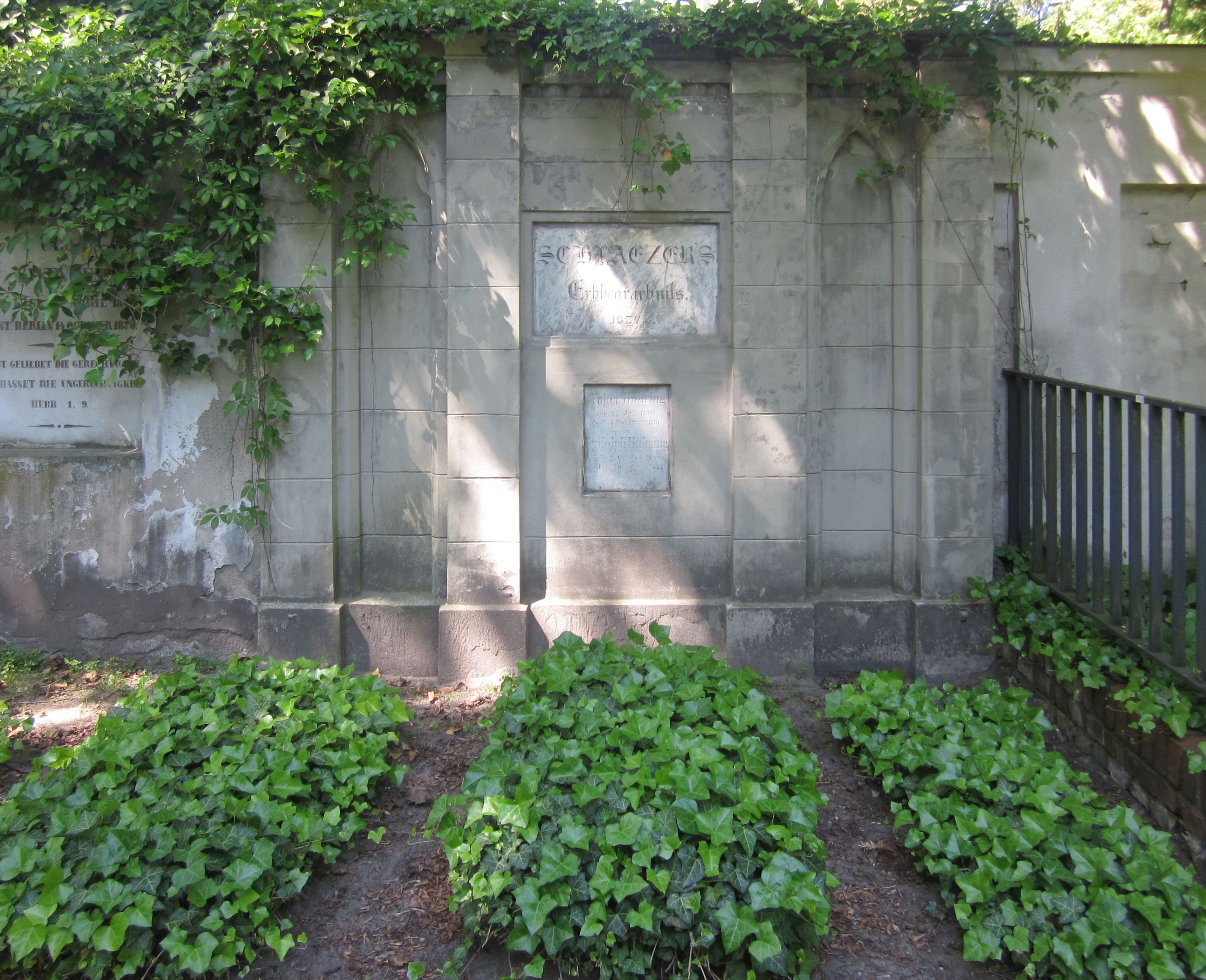
Grab von Johann Gottlieb Schlaetzer in Berlin-Kreuzberg

Schlaetzer arbeitete eng mit Karl Friedrich Schinkel zusammen und übernahm die Bauleitung bei der Neuen Wache, nachdem sein Vorgänger Johann Georg Moser kurz vor der Fertigstellung des Bauwerks im März 1818 gestorben war. Auch bei der Umgestaltung des zweiten Berliner Doms nach Plänen Schinkels unterstand ihm zwischen 1817 und 1821 die Bauleitung. Allerdings trug ein kritisches Gutachten Schinkels dazu bei, dass der von Schlaetzer 1820 eingereichte Entwurf für die Friedrichswerdersche Kirche nicht zur Ausführung kam und schließlich nach Schinkels eigenen Plänen gebaut wurde.
Johann Gottlieb Schlaetzer starb 1824 im Alter von 53 Jahren in Berlin. Seine letzte Ruhestätte, ein Wandgrab aus Sandstein mit neogotischen Lanzettblenden, gehört zu den ältesten erhaltenen Gräbern auf dem Dreifaltigkeitsfriedhof I in Berlin-Kreuzberg. Es ist nicht bekannt, wer das Erbbegräbnis gestaltet hat.
Schlaetzers Adoptivtochter Pauline Marie Schön heiratete den Architekten und Maler Ludwig Ferdinand Hesse, der bis zu Schlaetzer Tod unter diesem in der Baukommission gearbeitet hatte.

## Werk

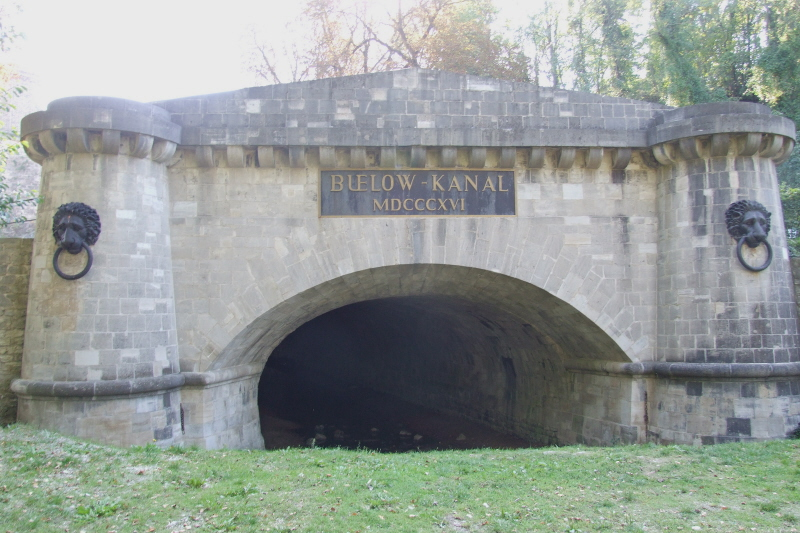
Portal des Bülow-Kanals in Rüdersdorf

Schlaetzer schuf 1816 das an die Revolutionsarchitektur angelehnte, aufwändige Kalksteinportal des Bülow-Kanals mit Pylonen und Löwenköpfen der Berliner Eisengießerei in Rüdersdorf-Kalkberge bei Berlin (heute Museumspark Rüdersdorf).